# Aspicilia gyrodes
Aspicilia gyrodes är en lavart som först beskrevs av William Nylander och som fick sitt nu gällande namn av Auguste-Marie Hue. 
Aspicilia gyrodes ingår i släktet Aspicilia och familjen Megasporaceae. Enligt den finländska rödlistan är arten otillräckligt studerad i Finland. Arten är reproducerande i Sverige. Artens livsmiljö är klippstränder vid sjöar och vattendrag.